# 櫻川市
櫻川市（日语：／ Sakuragawa shi */?）是茨城縣西部的一市。設立于2005年10月1日，由西茨城郡岩瀬町、真壁郡真壁町、大和村合併誕生。

## 地理
- 山：筑波山、足尾山、加波山、高峯、富谷山、羽田山、御嶽山、雨引山、燕山、丸山、蘑菇山（きのこ山）
- 河川：櫻川

## 出身名人
- 市川厚一 - 病理學者。與山極勝三郎完成世界首次誘發人工癌症。
- 櫻川惠 - 聲優。